# انور محمدخان‌لی (اوجار)
انور محمدخان‌لی (به لاتین: Ənvər Məmmədxanlı، پیش از ۲۰۰۸ کیروف‌کند Kirovkənd) یک منطقه مسکونی در جمهوری آذربایجان است که در شهرستان اوجار واقع شده است. این روستا ۲۳۷ نفر جمعیت دارد.

## تاریخچه
این روستا پیش‌تر به افتخار سرگئی کیروف، دولتمرد دوران شوروی "کیروف‌کند" نام داشت و پس از آن به افتخار انور محمدخان‌لی نویسنده اهل جمهوری آذربایجان تغییر نام داد.